# Friedrich Klages
Friedrich Klages (* 8. Februar 1904 in Bad Harzburg; † 3. November 1989) war ein deutscher Chemiker und außerplanmäßiger Professor für Chemie an der Ludwig-Maximilians-Universität München.
Klages, Sohn des Unternehmers und Sägewerkbesitzers Heinrich Klages, studierte Chemie in Freiburg im Breisgau und promovierte 1928 an der Ludwig-Maximilians-Universität zu München. Anschließend war er am Kaiser-Wilhelm-Institut in Berlin und seit 1932 erneut an der Universität München tätig, wo er sich 1935 für Organische Chemie habilitierte und 1941 zum außerplanmäßigen Professor ernannt wurde. Hier lehrte er bis zu seiner Pensionierung im Jahr 1968.

## Werke (Auszug)
- Aufbau und Eigenschaften der Materie im Mikro- und Makrokosmos, de Gruyter, Berlin 1979
- Das Weltreich der Chemie, Societäts-Verlag, Frankfurt am Main 1970
- Einführung in die organische Chemie, 3. Aufl., de Gruyter, Berlin 1969
- Lehrbuch der organischen Chemie, in 3 Bänden (4 Bücher), de Gruyter, Berlin. Band 1 (in 2 Hälften), 2. Aufl.,  1959. Band 2, 3. Aufl., 1962. Band 3, 2. Auflage, 1967.
- Versuche zur Darstellung rein aliphatischer ditertiärer Hydrazine und über die Einwirkung von Stickoxyd auf Alkoholate. Druck Nay, Berlin 1928 (Inaugural-Dissertation an der Ludwig-Maximilians-Universität zu München).